# Holy Dragons
Holy Dragons – zespół muzyczny z Kazachstanu grający power metal, założony w 1997.

## Członkowie zespołu
- Jorg Thunderson - gitara, instrumenty klawiszowe, śpiew towarzyszący
- Chris Caine - gitara
- Alexandr Kuligin - śpiew
- Ivan Manchenko - gitara basowa
- Antony Reppallo - perkusja

### Byli członkowie
- Anders Kraft - śpiew
- Daniel Throne - śpiew
- Holger Komarov - śpiew
- Ian Breeg - śpiew
- Gil Sheffield - gitara basowa
- Steven Dreico - gitara basowa
- Chris Larson - gitara basowa
- Adrey Evseenco - gitara basowa
- Simon "Sam" - perkusja
- Seva Sabbath - perkusja
- Yurii Morev - perkusja

## Dyskografia
- Enjoy The Storm / Wild Cat (1997) (singel)
- Halloween Night (1997) (demo)
- Dragon Steel (1997)
- Rock Ballads (1997)
- Knights of Camelot (1998) (EP)
- Dragon Steel (1998) (demo)
- The Best (1998) (kompilacja)
- House of the Winds (1999)
- Thunder in the Night (2000)
- Rage Of Dragon Lords (2001) (składanka)
- Strannik Zvezd (2001) (singel)
- Warlock (2001) (demo)
- Judgement Day (2003)
- Gotterdammerung (2003)
- Obitel Vetrov (2004)
- Polunochniy grom (2004)
- Volki Odina (2005)
- Voshod Chernoy Luni (2006)
- Labyrint Illusiy (2007)
- Jelezniy Rassudok (2009)
- Runaway 12 (2010)
- Zerstörer (2012)
- Dragon Inferno (2014)
- Civilizator (2016)